# Mihály Székely
Mihály Székely (ur. 8 maja 1901 w Jászberény, zm. 22 marca 1963 w Budapeszcie) – węgierski śpiewak operowy, bas.

## Życiorys
Studiował w konserwatorium w Budapeszcie u Gézánála Lászla. Zadebiutował na scenie w 1923 roku w operze w Budapeszcie jako Pustelnik w Wolnym strzelcu Carla Marii von Webera. Wielokrotnie występował na deskach Opery Wiedeńskiej i na festiwalu w Salzburgu. W latach 1947–1949 śpiewał w nowojorskiej Metropolitan Opera, w której debiutował jako Hunding w Walkirii Richarda Wagnera. W 1949 roku śpiewał na koncercie w Warszawie. Od 1957 do 1961 roku regularnie gościł na festiwalu operowym w Glyndebourne, kreując role w operach W.A. Mozarta: Osmina w Uprowadzeniu z seraju i Sarastra w Czarodziejskim flecie. Od 1957 do 1958 roku był członkiem zespołu Bayerische Staatsoper w Monachium. W 1959 roku na Holland Festival w Amsterdamie wystąpił w głównej roli w Zamku Sinobrodego Béli Bartóka.